# Bunichiro Abe
Bunichiro Abe (阿部 文一朗 Abe Bunichiro?), född 2 april 1985 i Shizuoka prefektur, är en japansk före detta fotbollsspelare.
Abe började sin karriär 2004 i Shimizu S-Pulse. 2005 flyttade han till Sagan Tosu. Han avslutade karriären 2005.